# Giannantonio Moschini
L'ecclésiastique vénitien Giannantonio Moschini, né le 28 juin 1773 en décédé le 8 juillet 1840, est un écrivain, historien et critique d'art italien du début du XIXe siècle. Il fut professeur au séminaire et collège patriarcal de San Cipriano à Murano.

## Biographie
Tel son contemporain Giovanni Maria Dezan, Moschini consacra une bonne partie de son œuvre à la ville de Venise. Il a publié des œuvres sur l'histoire de la République de Venise, son clergé, ses églises et ses saints ainsi que des recherches toponymiques sur les rues, ponts et canaux de la ville.
Par testament du 17 juin 1837, annoté le 3 juin 1840, il lègue toute son œuvre au Séminaire patriarcal, à l'exception des manuscrits, qu'il lègue aux frères réformés de San Michele.